# Matías Sánchez
Matías Ariel Sánchez (Temperley, 18 de agosto de 1987) é um futebolista profissional argentino, que atua como meio-campista. Atualmente defende o Melbourne Victory.

## Carreira
Sánchez iniciou a carreira profissional com uma derrota para o Boca Juniors por 3 a 0, em 5 de março de 2006. Desde então, passou a atuar com regularidade pela equipe do Racing. Em 2007, foi selecionado para representar a Argentina sub-20 no Campeonato Sul-Americano, no Paraguai. Também fez parte da seleção sub-20 que ganhou a Copa do Mundo FIFA, de 2007, no Canadá. Sánchez fez parte do elenco do Estudiantes que conquistou a Copa Libertadores da América de 2009.

## Títulos
Estudiantes
- Copa Libertadores da América: 2009
- Campeonato Argentino de Futebol: Apertura 2010

Argentina sub-20
- Copa do Mundo FIFA Sub-20: 2007